# Борго ди Терцо
Бо̀рго ди Тѐрцо (на италиански: Borgo di Terzo; на ломбардски: Borg de Ters, Борг де Терс) е село и община в Северна Италия, провинция Бергамо, регион Ломбардия. Разположено е на 300 m надморска височина. Населението на общината е 1177 души (към 2017 г.).